# Argia immunda
Argia immunda är en trollsländeart som först beskrevs av Hagen 1861.  Argia immunda ingår i släktet Argia och familjen dammflicksländor. Inga underarter finns listade i Catalogue of Life.